# Jacob Jansz. Coeman
Jacob Jansz. Coeman (Amsterdam? ca 1632 - 9 avril 1676, Batavia) est un peintre hollandais de portraits qui travaille dans le style de Thomas de Keyser. 
En 1655 il épouse Hester Wils, de Haarlem ou Den Briel. Son père qui vit dans la Kalverstraat est superviseur dans le schutterij. Le couple a deux enfants. En 1663, il part à Batavia. Comme Joan Maetsuycker et Johan Bax van Herenthals, il peint un célèbre portrait de Pieter Cnoll avec sa femme à demi japonaise, Cornelia van Nieuwroode, et sa famille à Batavia.